# François de Bonne de Lesdiguières
François de Bonne de Lesdiguières (født 1. april 1543, død 21. september 1626) var en fransk hærfører, som blev generalmarskal (Maréchal général des camps et armées du roi) og Connétable de France.
François de Bonne, hertug af Lesdiguières tilhørte en notarfamilie og begyndte med at studere jura, men han blev snart træt af dette og blev som 19 årig soldat. Året efter gik han over til den huguenottiske religion. Under de følgende religionskrige kæmpede han stadig på huguenottisk side; ved sin store tapperhed og dygtighed tjente han sig op til forestillingerne og viste da også i disse store evner. Siden blev han guvernør i Dauphiné, hvor han anførte franskmændene under kampene mod Savoyen og Spanien. Han var nøje knyttet til Henrik IV, og han udnævntes af ham i 1609 til marskal; siden blev han i 1611 hertug, og som en af huguenotternes mest ansete mænd virkede han nu for, at de skulle stille sig fredelig over for regeringen. I 1621 blev han generalmarskal. Da det dog kom til kamp, gik han i 1622 over til katolicismen, hvorpå han blev Connétable, modtog Helligåndsordenen og i nogen tid førte de kongelige hære mod sine tidligere trosfæller.